# Elección al Senado de los Estados Unidos en Carolina del Sur de 2022
Las elecciones al Senado de los Estados Unidos de 2022 en Carolina del Sur se llevó a cabo el 8 de noviembre de 2022 para elegir a un miembro del Senado de los Estados Unidos que represente al estado de Carolina del Sur.
El senador republicano titular Tim Scott fue designado para el Senado de los Estados Unidos en 2013 por la entonces gobernadora Nikki Haley tras la renuncia de Jim DeMint. Scott ganó las elecciones especiales de 2014 para cumplir el resto del mandato de DeMint y fue reelegido para un mandato completo de seis años en 2016 con el 60,6 % de los votos. Se postula para la reelección para un segundo mandato completo, habiendo declarado que la carrera de 2022 será la última.
Las elecciones primarias en Carolina del Sur están programadas para el 14 de junio. Las elecciones de segunda vuelta para los casos en que ningún candidato recibe más del 50% de los votos están programadas para el 28 de junio.